# クランリカード伯爵
クランリカード伯爵（クランリカードはくしゃく、英: Earl of Clanricarde）は、アイルランド貴族の爵位。第1期は1543年に創設され、1916年に廃絶した。第2期は1800年に創設され、1916年にスライゴ侯爵の従属爵位になったが、現存している。

## 歴史
バーク家出身でクランリカード（現ゴールウェイ県東部）を相続したユリック・ナ・ガーン・バーク(?–1544)は譲渡と再授封により1543年7月1日にアイルランド貴族であるクランリカード伯爵とダンケリン男爵に叙された。もっとも、彼は英語を解せず、譲渡と再授封の手続きをするためにイングランド王国に向かうときは通訳を連れていて、叙爵から1年余りで死去した。
2代伯爵リチャード・バーク(1527/1528?–1582)は当初嫡子かどうかについて争いがあったが、のちに嫡子と認められて爵位を継承した。彼はエドワード6世の治世にイングランドを支持して、アイルランドの反乱軍と戦った。3代伯爵ユリック・バーク(bef.1564–1601)もアイルランド九年戦争で政府軍を支持し、その死後は4代伯爵リチャード・バーク(1572–1635)がキンセールの戦いで戦功を挙げて騎士爵に叙された。彼はほかにもコノート総督、アスローン城代、ゴールウェイ総督を歴任して、1624年4月3日にイングランド貴族であるケント州におけるタンブリッジ子爵とサマーヒル男爵に、1628年8月23日に同じくイングランド貴族であるセント・オールバンズ伯爵とアイルランド貴族であるコノート州におけるゴールウェイ子爵とアイマニー男爵に叙された。このうち、アイルランド貴族の爵位には特別残余権（special remainder）が定められ、彼の男系子孫が断絶した場合は父の男系子孫が継承できるとした。
3代伯爵の庶子ジョン・バーク(bef.1597–1635)は1629年4月20日にアイルランド貴族であるメイヨー県におけるクランモリスのバーク子爵に叙された。この爵位には特別残余権が定められ、初代子爵の男系子孫が断絶した場合は3代伯爵の男系子孫が継承できるとした。2代子爵が男子をもうけずに死去したため、5代伯爵またはそれ以降のクランリカード伯爵が爵位を継承したとされる。
5代伯爵ユリック・マクリチャード・バーク(1604–1658)はカトリックながら王党派であり、1641年アイルランド反乱を支持せず、1646年2月21日にクランリカード侯爵に叙された。1650年にはアイルランド総督を務めるに至ったが、クロムウェルのアイルランド侵略に敗れて領地を没収された。男子をもうけずに1657年に死去すると、イングランド貴族の爵位とクランリカード侯爵位は廃絶、クランリカード伯爵位は叔父の息子にあたるリチャード・バーク(?–1666)が継承した。このとき、ゴールウェイ子爵位、アイマニー男爵位も特別残余権により6代伯爵が継承するはずだったが、実際には使われず休止となった。
6代伯爵の弟の息子にあたる8代伯爵リチャード・バーク(bef.1642–1704)はアイルランド国教会の遵奉したものの、名誉革命でジェームズ2世を支持して、1691年5月11日に私権剥奪された。8代伯爵の弟にあたる9代伯爵ジョン・バーク(1642–1722)は襲爵以前にジェームズ2世よりアイルランド貴族であるゴールウェイ県におけるボフィンのバーク男爵に叙されたが、イングランド王を廃位された後の出来事であり、政府には承認されていない。彼はウィリアマイト戦争でジェームズ2世を支持して、1691年のオーグリムの戦いで捕虜にされて私権剥奪された。私権剥奪の解除法案が1698年に否決された後、1699年に国教会を遵奉したことで、1702年に私権剥奪を解除され、領地も回復した。また1711年8月3日に繰上勅書でダンケリン男爵位を息子マイケル・バーク(c.1686–1726)（のちの10代伯爵）に譲った。
11代伯爵ジョン・スミス・バーク(1720–1782)は1752年5月13日に認可状を得て姓をド・バーグに改め、以降の歴代伯爵もド・バーグ姓を名乗っている。その息子である12代伯爵ヘンリー・ド・バーグ(1743–1797)はアイルランド庶民院議員を務め、1783年の聖パトリック騎士団設立とともに団員に選出されたほか、1789年8月17日にアイルランド貴族であるクランリカード侯爵に叙された。1789年時点のアイルランド貴族の侯爵位はほかにキルデア侯爵（リンスター公爵の従属爵位）しか存続しておらず、クランリカード侯爵は実質的にはアイルランド貴族唯一の侯爵となった。彼が男子をもうけないまま1797年に死去すると、クランリカード侯爵位（第2期）は廃絶、クランリカード伯爵位は弟ジョン・トマス・ド・バーグ(1744–1808)が継承した。弟も50代で男子がなかったため、1800年12月29日にアイルランド貴族であるゴールウェイ県におけるクランリカード伯爵（第2期）に叙された。この伯爵位には特別残余権が規定されており、初代伯爵の男系子孫が断絶した場合、初代伯爵の娘およびその男系子孫が継承できるとした。彼は娘を2人もうけており、長女ヘスター(1800–1878)はスライゴ侯爵と、次女エミリー(1807–1842)はハウス伯爵と結婚したが、ハウス伯爵家はクランリカード伯爵位を継承することなく、1909年に男系子孫が断絶した。
第2期のクランリカード伯爵位が創設されてから2年後、伯爵に待望の男子ユリック・ジョン・ド・バーグ(1802–1874)が生まれたため、特別残余権は一旦援用されず、ユリック・ジョンが1808年に14代および2代伯爵となった。彼は政治家になり、のちに首相を務めたジョージ・カニングの娘と結婚して、1825年11月26日にアイルランド貴族であるクランリカード侯爵、1826年12月13日に連合王国貴族であるケント州サマーヒルにおけるサマーヒル男爵に叙された。「サマーヒル男爵」という爵位名は4代伯爵が叙された爵位と同名であるが、サマーヒルの領地は17世紀にはバーク家の手から離れている。初代侯爵は叙爵以降、外務省政務次官、国王親衛隊隊長、ゴールウェイ統監、郵政長官、王璽尚書といった公職を歴任した。
初代侯爵の息子ダンケリン子爵ユリック・カニング・ド・バーグ(1827–1867)は陸軍の軍人で自由党の政治家であり、庶民院議員を務めたが、父に先立って死去したため、2代侯爵となったのはその息子で同じく自由党所属の庶民院議員を務めたヒューバート・ジョージ・ド・バーグ。彼は母方の叔父にあたる初代カニング伯爵チャールズ・カニング(1812–1862)の遺言状に基づき、1862年に「カニング」を姓に加えた。
1916年に2代侯爵が死去すると、クランリカード伯爵（第1期）、クランリカード侯爵（第3期）、サマーヒル男爵（第2期）は廃絶、クランリカード伯爵（第2期）は特別残余権に基づき第6代スライゴ侯爵ジョージ・ユリック・ブラウン(1856–1935)が継承、以降スライゴ侯爵位の従属爵位となった。

## クランリカード伯爵（1543年）
- 初代クランリカード伯爵ユリック・ナ・ガーン・バーク（英語版）（1544年没）
- 第2代クランリカード伯爵リチャード・バーク（英語版）（1527年/1528年? – 1582年）
- 第3代クランリカード伯爵ユリック・バーク（英語版）（1564年以前 – 1601年）
- 第4代クランリカード伯爵リチャード・バーク（英語版）（1572年 – 1635年）
  - 1628年、セント・オールバンズ伯爵に叙爵
- 第5代クランリカード伯爵ユリック・マクリチャード・バーク（英語版）（1604年 – 1658年）
  - 1646年、クランリカード侯爵に叙爵

## クランリカード侯爵（1646年）
- 初代クランリカード侯爵ユリック・マクリチャード・バーク（英語版）（1604年 – 1658年）

## クランモリスのバーク子爵（1629年）
- 初代クランモリスのバーク子爵ジョン・バーク（1597年以前 – 1635年）
- 第2代クランモリスのバーク子爵トマス・バーク（1613年以前 – 1650年ごろ）
- 初代クランリカード侯爵、第5代クランリカード伯爵および第3代クランモリスのバーク子爵ユリック・マクリチャード・バーク（英語版）（1604年 – 1658年）
- 第6代クランリカード伯爵および第4代クランモリスのバーク子爵リチャード・バーク（英語版）（1666年没）
  - 以降は下記を参照

## クランリカード伯爵（1543年、復帰）
- 第6代クランリカード伯爵リチャード・バーク（英語版）（1666年没）
- 第7代クランリカード伯爵ウィリアム・バーク（英語版）（1687年没）
- 第8代クランリカード伯爵リチャード・バーク（英語版）（1642年以前 – 1704年）
- 第9代クランリカード伯爵ジョン・バーク（1642年 – 1722年）
- 第10代クランリカード伯爵マイケル・バーク（1686年ごろ – 1726年）
- 第11代クランリカード伯爵ジョン・スミス・ド・バーグ（1720年 – 1782年）
- 第12代クランリカード伯爵ヘンリー・ド・バーグ（1743年 – 1797年）
  - 1789年、クランリカード侯爵に叙爵

## クランリカード侯爵（1789年）
- 初代クランリカード侯爵ヘンリー・ド・バーグ（1743年 – 1797年）

## クランリカード伯爵（1543年、復帰）
- 第13代および初代クランリカード伯爵ジョン・トマス・ド・バーグ（1744年 – 1808年）
  - 1800年、クランリカード伯爵（第2期）に叙爵
- 第14代および第2代クランリカード伯爵ユリック・ジョン・ド・バーグ（1802年 – 1874年）
  - 1825年、クランリカード侯爵に叙爵。1826年、サマーヒル男爵に叙爵

## クランリカード侯爵（1825年）
- 初代クランリカード侯爵ユリック・ジョン・ド・バーグ（1802年 – 1874年）
  - ダンケリン子爵ユリック・カニング・ド・バーグ（英語版）（1827年 – 1867年）
- 第2代クランリカード侯爵ヒューバート・ジョージ・ド・バーグ＝カニング（英語版）（1832年 – 1916年）

## クランリカード伯爵（1800年、復帰）
- 第6代スライゴ侯爵および第4代クランリカード伯爵ジョージ・ユリック・ブラウン（英語版）（1856年 – 1935年）

以降はスライゴ侯爵を参照。